# VIVA Comet 2007
Der 12. VIVA Comet wurde am 3. Mai 2007 im Musical Dome in Köln vergeben. Die Show wurde von Sido und den VIVA-Moderatorinnen Collien Fernandes und Johanna Klum moderiert.

## Newcomer
- LaFee
- Liza Li
- Monrose
- Nevio
- Rapsoul

## Bester Live Act
- Bushido
- Rosenstolz
- Silbermond
- Tokio Hotel
- Xavier Naidoo

## Erfolgreichster Download
- Silbermond – Das Beste

## Bester Song
- Herbert Grönemeyer – Lied 1: Stück vom Himmel
- Silbermond – Das Beste
- Sportfreunde Stiller – ’54, ’74, ’90, 2006
- Tokio Hotel – Der letzte Tag
- Xavier Naidoo – Dieser Weg

## Beste Band
- Juli
- Rosenstolz
- Silbermond
- Tokio Hotel
- US5

## Bester Künstler
- Bushido
- Herbert Grönemeyer
- Nevio
- Sido
- Xavier Naidoo

## Beste Künstlerin
- Christina Stürmer
- Jeanette
- LaFee
- Sarah Connor
- Yvonne Catterfeld

## Bestes Video
- Die Fantastischen Vier – Ernten was wir säen
- Jan Delay – Für immer und dich
- Sido – Straßenjunge
- Silbermond – Das Beste
- Tokio Hotel – Der letzte Tag

## Super-Comet
- Tokio Hotel